# Dacunju smithii
Dacunju smithii är en fjärilsart som beskrevs av Max Wilhelm Karl Draudt 1930. Dacunju smithii ingår i släktet Dacunju och familjen påfågelsspinnare. Inga underarter finns listade i Catalogue of Life.